# Raúl Morodo
Raúl Morodo Leoncio (Ferrol, La Coruña, 9 de enero de 1935) es un jurista y político español. Catedrático de Derecho Político y Constitucional, fue cofundador con Enrique Tierno Galván del Partido Socialista Popular, alcanzando relevancia en los años de la Transición democrática española. Con posterioridad ha desempeñado diversos cargos diplomáticos en embajadas.

## Biografía
Cursó el Bachillerato en el Colegio Tirso de Molina de Ferrol (1945-1952). Es licenciado y doctor en Derecho por la Universidad de Salamanca (1952-1958) y fue catedrático de Derecho Político y Constitucional en las universidades de Oviedo, Alcalá de Henares, UNED y Complutense (1976-2005). Durante el franquismo padeció persecución política, siendo desterrado a diversos pueblos de Albacete. 
Como político, Morodo está considerado una figura histórica de la Transición española, siendo cofundador con Enrique Tierno Galván del PSP (Partido Socialista Popular) y su secretario general hasta 1978. Fue diputado constituyente por Madrid con el PSP (1977-1979). Igualmente, Morodo ha sido diputado por el Centro Democrático y Social (CDS) al Parlamento Europeo entre 1987 y 1994. En el IV Congreso de este partido, celebrado en septiembre de 1991, se presentó al cargo de presidente, acompañándole en la candidatura Rosa Posada como secretaria general. A pesar del apoyo de Adolfo Suárez, ambos fueron derrotados por Rafael Calvo Ortega, que resultó elegido presidente (por 445 votos frente a 339) y por Antoni Fernández Teixidó, nuevo secretario general. 
Morodo ha sido embajador en tres ocasiones, a saber: embajador-representante permanente ante la Unesco (1983-1985), embajador en Portugal (1995-1999) y en 2004 fue nombrado por el Consejo de Ministros embajador de España en la República Bolivariana de Venezuela, y en 2005 además de la República Cooperativa de Guyana, cargos en los que cesó en 2007, siendo sustituido por el embajador Dámaso de Lario. 
Morodo ha sido rector de la Universidad Internacional Menéndez Pelayo y vicepresidente de la Internacional Liberal y Progresista (1989-1992). Escribió la primera parte de sus memorias bajo el título de Atando cabos. Memorias de un conspirador moderado. Es también presidente de honor de la asociación Foro Milicia y Democracia.
El embajador y catedrático Morodo ingresó el 12 de marzo de 2013 en la Real Academia de Ciencias Morales y Políticas con un discurso dedicado a los constitucionalistas y precursores de la Constitución de Cádiz de 1812 Ramón Salas y Eudaldo Jaumeandreu.

## Caso Morodo
La Sala de lo Penal de la Audiencia Nacional dictó la sentencia número 29/2024 sobre el llamado caso Morodo. El presidente del tribunal fue el magistrado Félix Alfonso Guevara. Este caso también fue conocido como caso Nafta. En principio de la instrucción judicial, en el año 2019, los cargos contra Raúl Morodo, embajador de España en Venezuela y contra su esposa, su hijo Alejo y la esposa de este, fueron cuatro: blanqueo de capitales, falsedad documental, corrupción en las transacciones internacionales y delito contra la Hacienda pública, todo todo ello relacionado con Venezuela. En la sentencia dictada, los tres primeros cargos habían desaparecido y solo se les acusaba por el último: delito contra la Hacienda pública. La cuestión venezolana quedó así anulada. Al producirse un acuerdo de conformidad con la fiscalía, en la sentencia quedó absuelta la esposa de Alejo Morodo. Asimismo, y tres años antes, la esposa de Raúl Morodo quedó fuera de la causa. Los condenados, el embajador y su hijo, lo fueron a 10 y 18 meses de prisión, respectivamente, pero en virtud del del citado acuerdo de conformidad no se cumpliría su ingreso, pero sí las multas: 617.442 € + 226.380 € a Alejo Morodo y 88.555 € a Raul Morodo. Ana Catarina Varandas fue absuelta de los dos delitos contra la Hacienda pública.

## Obras
- Sobre Ramón Salas y Eudaldo Jaumeandreu: Tradición, Ilustración y Liberalismos emergentes en nuestros pioneros expositores de la Constitución de 1812. Madrid: Real Academia de Ciencias Morales y Políticas, 2013.
- Siete semblanzas políticas: republicanos, falangistas, monárquicos, Barcelona: Planeta, 2010, 265 pp.
- Fernando Pessoa y otros precursores de las revoluciones nacionales europeas. Madrid: Biblioteca Nueva, 2005.
- La transición política; prólogo de Alfonso Guerra. Madrid: Tecnos, 1994; reed. Madrid: Tecnos, 2004.
- Atando cabos: Memorias de un conspirador moderado. Madrid: Taurus, 2001.
- Con Pablo Lucas Murillo de la Cueva El ordenamiento constitucional de los partidos políticos. México: Universidad Nacional Autónoma, 2001.
- Teatro de liberación: Alberti, García Lorca, Sartre, Ed. Girol, 1989.
- Tierno Galván y otros precursores políticos. Madrid: El País, 1987.
- Los orígenes ideológicos del franquismo: Acción Española. 2ª ed., Madrid: Alianza Editorial, 1985.
- Por una sociedad democrática y progresista. Madrid: Turner, 1982.
- VV. AA. Los partidos políticos en España, Barcelona: Labor, 1979.
- Con Enrique Tierno Galván, Estudios de pensamiento político (1976).
- Política y partidos en Chile: las elecciones de 1965. Madrid: Taurus, 1970.
- El federalismo y el federalismo europeo, Madrid: Tecnos, 1965.